# Drei Schwestern (georgisches Märchen)
Drei Schwestern (Sami da) ist ein georgisches Märchen.

## Handlung
Die Frau einer armen Familie fand einmal, beim Putzen, drei Getreidekörner, die nach der Aussaat prächtig gediehen, sodass eine riesige Puppe aufgestellt wurde. Am nächsten Tag hatte sich jedoch ein riesiger Drache um diese gelegt, dem es nach einer Braut verlangte, also wurden alle drei Töchter der Familie dazu befragt, von denen aber nur die Jüngste einwilligte mit dem Ungetüm fortzuziehen. Nachdem sie das Dorf verlassen hatten, warf der Drache seine Haut ab und wurde ein Mann, der seiner Zukünftigen von den sprachlichen Gepflogenheiten seines Landes berichtete, wie etwa, wenn seine Mutter ihr aufträgt den Backofen einzureißen, dann meine sie, dass sie ihn heizen solle. Im Land des Drachen angekommen kam diese dann wunderbar mit allem zurecht und als sie schwanger wurde, wurde sie, für die Niederkunft, wieder zurück zum Haus ihres Vaters gebracht.
Mit einem geborenen Jungen wurde sie dann wieder abgeholt. Ihrer neidischen ältesten Schwester gelang es jedoch sie auf einem Apfelbaum festzusetzen und sich für sie auszugeben. Sich im Land des Drachen nicht auskennend, verhielt sie sich dann ziemlich schlecht und so zertrümmerte sie, neben anderem, auch den Backofen. Ihre jüngste Schwester verblieb derweil auf dem Apfelbaum, von dem herab sie Tränen und Blut weinte, woraus Schilf erwuchs. Ihr inzwischen etwas herangewachsener Junge schnitzte sich daraus eine Schalmei, die fortwährend über das Leid seiner Mutter klagte und selbst nachdem die böse Schwester das Instrument zerbrochen, verbrannt und die Asche auf dem Dach verstreut hatte, fuhren die Überreste fort an die wahre Mutter des Jungen zu erinnern. So erwuchs aus der Asche eine Pappel, die die Böse fällen ließ. Doch ein kleines Stück davon, das eine Alte Frau an sich nahm, verwandelte sich in die jüngste Schwester, woraufhin die beiden als Mutter und Tochter zusammenlebten. Eines Tages wurde dann die böse Schwester, samt Mann und Kind, zum Essen eingeladen, wodurch der Betrug ans Licht kam und der Mann die Betrügerin von Pferden zu Tode schleifen ließ. Die jüngste Schwester heiratete er erneut und sie lebten in Glück und Zufriedenheit.

## Hintergrund
Diese Version des Märchens stammt aus A. Ylonṭis Werk Kartuli zyaṗrebi (Tbilisi 1974, S. 24–28) und erhielt im Deutschen den Titel Drei Schwestern. Heinz Fähnrich und Heinz Mode merkten dazu an, dass es nur wenige Märchen gibt, in denen „ein Drache das Gute versinnbildlicht und Menschengestalt annimmt“. Zudem habe die Pappel (in georgischen Märchen) eine besondere Bedeutung. Das Märchen zählt zu den Stith-Thompson-Typen Die falsche Braut und Die drei Orangen (Typen 408, 425 Q, 437, 533) und als Verwandlungsmärchen. Verglichen werden kann Die Zauberkappe (Berlin 1963, S. 68ff.) und Die drei Schwestern in Der Schlangenknabe (Moskau 1977, S. 57ff., deutschsprachig).
In Isidor Levins Version aus dem Werk Die Märchen der Weltliteratur – Märchen aus dem Kaukasus (Düsseldorf / Köln 1978), die im Deutschen den Titel Die drei Schwestern bekam, ist es ein riesiger Gvelešapi, dem es nach einer Frau verlangt, auch wird in dessen Land Kadžetisch gesprochen, was auf Chatingisch verweist – eine sagenhafte Geheimsprache der Narten. Levins Version stammt aus dem Kartvelischen, wurde vor 1909 aufgezeichnet und dem Werk Gruzinskie narodnye skazki. (Sto skazok). Sbornik sostavlen i pereveden von N. I. Dolidze (Tbilisi 1956) entnommen. Zur Einordnung nennt Levin AT (425 Ic IId) + 480 VIg + (780) + 408 IV–VII. Selten seien AT 425 (etwa 12 Varianten), AT 408 IV–VII (5 Varianten) und AT 480 VIg, wobei letzterer Typ nur noch ein weiteres Mal vorkommt.